# Spanish Point (County Clare)
Spanish Point (irisch Rinn na Spáinneach; dt.: „Punkt der Spanier“) ist ein Ort und Feriendorf im Parish Milltown Malbay im County Clare in der Republik Irland. Die Einwohnerzahl des Ortes wurde bei der Volkszählung 2022 mit 261 Personen ermittelt.

## Lage
Spanish Point liegt an der Atlantikküste und erstreckt sich mit dem Strand auf der Distanz eines Kilometers an der Küste entlang. Durch den Ort führt die R482, die von der N67 von Lahinch nach Kilkee. Östlich der Ortschaft Richtung Milltown Malbay befindet sich der Flugplatz Spanish Point Airfield und im Süden der Spanish Point Golf Club. 
Der Strand von Spanish Point ist für seine Sauberkeit und als Surferparadies bekannt.
Vor Spanish Point liegt ein offshore Öl- und Gasfeld. Von Spanish Point bis Carrowmore Point erstreckt sich ein 42,36 Quadratkilometer großes Naturschutzgebiet (Special Area of Conservation).

## Geschichte
Der Name Spanish Point leitet sich von dem Versuch Spaniens ab, mit seiner Armada auf Irland einzufallen. 1588 zerschellten zahlreiche Schiffe der Armada an den Felsen vor dem heutigen County Clare. Diejenigen, die sich von den sinkenden Schiffe auf Land retten konnten, wurden wenig später hingerichtet. Die Massengräber der getöteten Spanier befindet sich in Spanish Point unter dem Namen Tuama na Spáinneach (dt.: „Grab der Spanier“).
1810 wurde hier das Atlantic Hotel als größtes Hotel auf den Britischen Inseln durch Thomas Moroney gebaut. Als durch den Irischen Unabhängigkeitskrieg Anfang der 1920er Jahre die reichen und adeligen Briten nicht mehr an die irische Küste als Ziel ihrer Sommerfrische fuhren, schloss das Hotel 1930. In den 1940er Jahren wurde das Gebäude abgebrochen. Nur noch Ruinen sind vorhanden. 

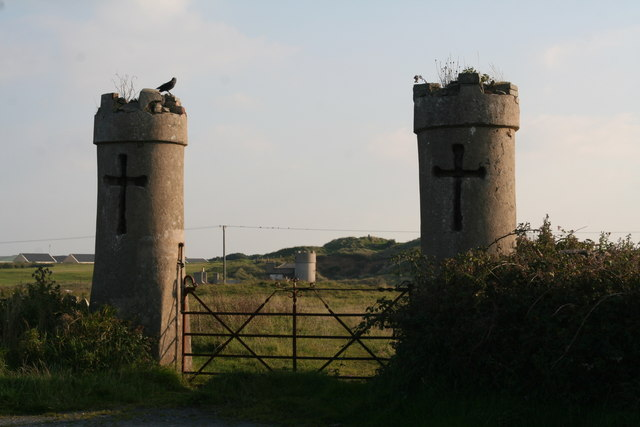
Reste eines Castles bei Spanish Point
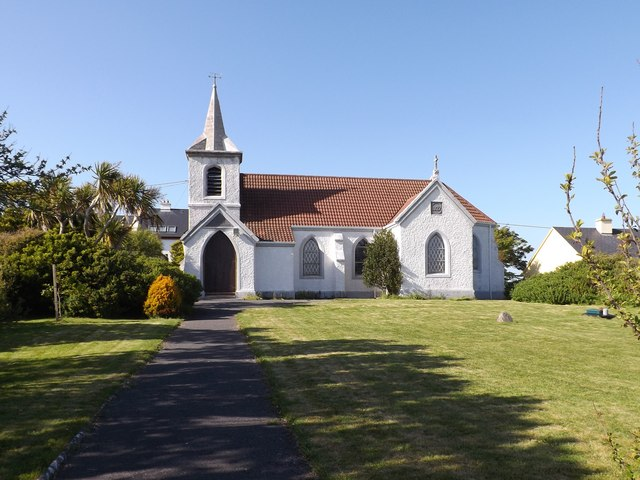
Christ Church in Spanish Point
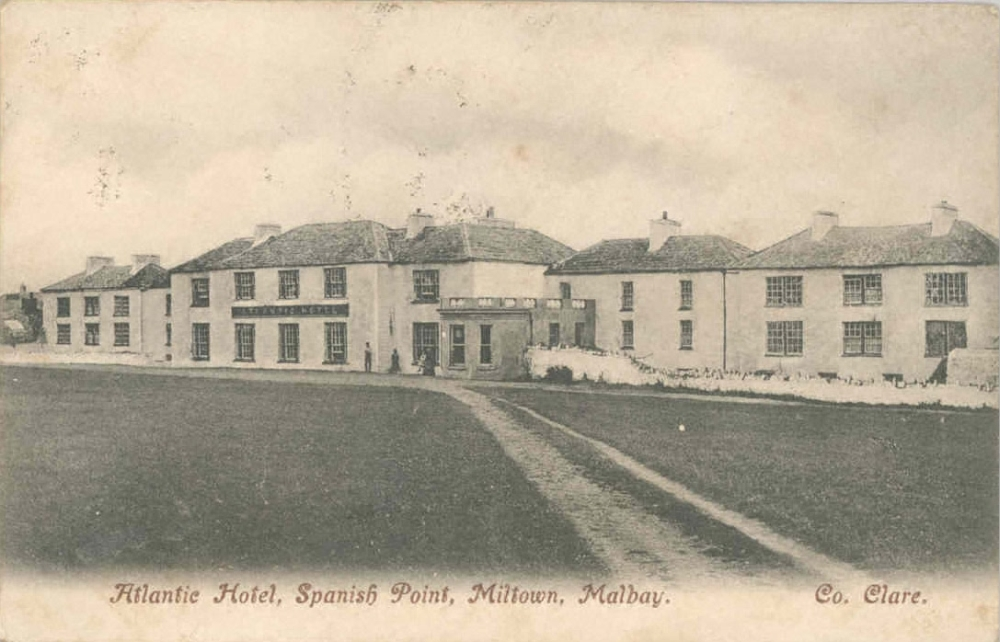
Atlantic Hotel auf einer Postkarte

## Persönlichkeiten
- Patrick Hillery (1923–2008), irischer Politiker (Fianna Fáil), Präsident von Irland
- Brian Hillery (1937–2021), irischer Politiker (Fianna Fáil) und Banker